# Liao Tianzuo
Liao Tianzuo (chinois simplifié : 辽天祚帝 ; chinois traditionnel : 遼天祚帝 ; pinyin : Liáo Tiānzuò dì), né Yelü Yanxi (耶律延禧, yēlǜ yánxǐ) en 1045, est le neuvième et dernier empereur de la dynastie Liao entre 1101 et 1128.